# Vaniglia (Maninni)
Vaniglia è un singolo del cantautore italiano Maninni, pubblicato il 3 settembre 2021.

## Descrizione
Il brano, scritto e composto dallo stesso cantautore, è prodotto da Andrea Fusini.

## Video musicale
Il video musicale, diretto da Riccardo Melon, è stato pubblicato il 17 settembre 2021 attraverso il canale YouTube del cantautore.

## Tracce
Testi e musiche di Alessio Mininni.
1. Vaniglia – 3:13